# Lucienne Velu
Pour les articles homonymes, voir Velu et Odoul.
Lucienne Velu-Chapillon épouse Odoul (née le 29 janvier 1902 dans le 12e arrondissement de Paris et morte le 12 juin 1998 à Quincy-sous-Sénart) est une athlète et basketteuse française.

## Biographie

### Athlétisme

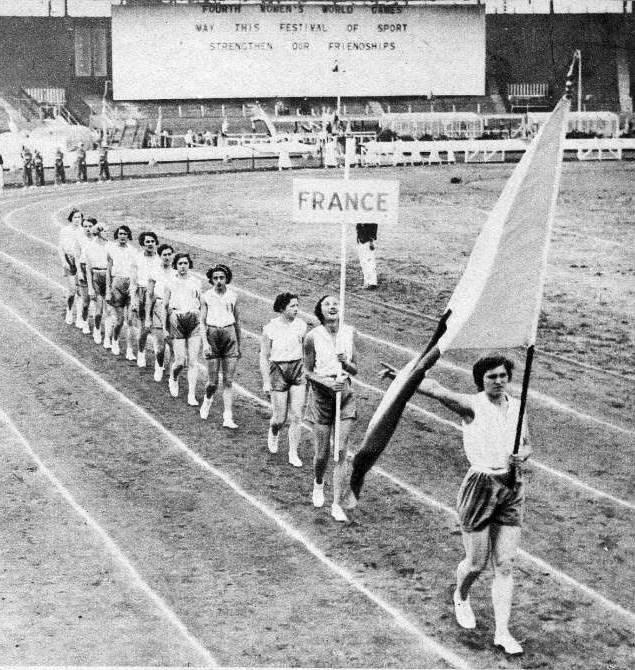
4èmes Jeux mondiaux féminins de Londres, août 1934, Lucienne Velu porte-drapeau de la délégation des onze françaises (devant Jacqueline Laudré).

Elle est recordwoman du monde du lancer du disque en septembre 1924 à Paris, avec 30,225 m, et 14 fois championne de France, pour 7 records nationaux (son dernier record, planétaire, tient 22 ans dans l’hexagone). Ses grandes rivales étaient deux autres Françaises, Lucie Petit, épouse Diagre, double recordwoman du monde un mois auparavant entre Paris et Bruxelles durant l'été 1924, avec des lancers à 27,70 m puis à 28,325 m, et Yvonne Tembouret, première recordwoman mondiale du disque en septembre 1923 à Paris avec un jet à 27,39 m. Au lancer du poids, Lucienne Velu fut 8 fois championne de France ; grande rivale de Violette Morris, elle fut aussi détentrice de 3 records nationaux durant 10 ans, et participa aux Jeux Olympiques de 1924, 1928 et de 1936.
Finalement, sélectionnée à 24 reprises de 1923 à 1939, elle remporta 43 titres de championne de France, dont 33 seniors pour 47 podiums, aux 80 (toute proche du record du monde, en 9 s 4), 100 et 200 mètres, au disque, au poids, en relais (de plus médaille d'or au relais 4 × 200 m des Jeux mondiaux féminins, et 4e du relais olympique 4 × 100 m en 1928 avec Georgette Gagneux, Marguerite Radideau et Simone Warnier en 50") et en basket-ball (de 1928 à 1938) avec les Linnets (dès le 1er championnat), qui introduisirent également le handball en France avant-guerre.

#### Palmarès
- 33 titres aux Championnats de France d'athlétisme seniors[3] : 
  - 60 mètres : 1934, 1935 et 1936
  - 80 mètres : 1927, 1931, 1932 et 1933
  - 200 mètres : 1927, 1928, 1929 et 1930
  - Lancer du poids : 1928, 1930, 1931, 1932, 1933, 1934, 1935 et 1937
  - Lancer du disque : 1925, 1926, 1927, 1928, 1929, 1930, 1932, 1933, 1934, 1935, 1936, 1937, 1939 et 1942
- 7 médailles d'argent aux Championnats de France d'athlétisme seniors
  - 80 mètres : 1929
  - 100 mètres : 1930
  - Lancer du poids : 1929, 1936, 1938
  - Lancer du disque : 1931, 1938
- 7 médailles de bronze aux Championnats de France d'athlétisme seniors
  - 60 mètres : 1937
  - 100 mètres : 1928, 1935
  - Lancer du poids : 1925, 1927, 1939
  - Lancer du disque : 1941

#### Records
- Records du monde :
  - Détentrice du record du monde du lancer du disque (30,225 m en 1924)
  - Le 15 juillet 1928 à Paris, elle établit un nouveau record du monde du relais 4 × 100 m aux côtés de ses coéquipières du Linnet's Saint-Maur Marguerite Radideau, Georgette Gagneux et Simone Warnier, dans le temps de 50"
- Records de France :
  - 3 fois détentrice du record de France du lancer du poids
  - 7 fois détentrice du record de France du lancer du disque
  - 3 fois détentrice du record de France du relais 4 × 100 mètres

### Basket-ball
Lucienne Velu fut également capitaine de l’équipe de France féminine de basket-ball qui devint la première équipe nationale féminine championne du monde de l'histoire du sport français, en battant les États-Unis 34 à 23 le 11 août 1934, aux 4e Jeux mondiaux féminins de Londres au White Hall. L'équipe vainqueur de l'épreuve : Gilberte Flouret-Picot, Yvonne Santais et Lucienne Velu des Linnet's Saint-Maur — très populaires aux actualités cinématographiques, et qui dominèrent le basket français de 1928 à 1938 (Marguerite Radideau en fit également partie) —, Simone Richalot de Reims, et Jeanine Garnier de Strasbourg. En 1930, lors des 3e Jeux mondiaux, Lucienne avait déjà obtenu la médaille d'argent face au Canada, avec l'équipe Radideau, Rocle, Lunet et Moreau.
Paradoxalement, Lucienne Velu ne compte officiellement aucune sélection en Équipe de France. En effet, Le basket féminin n'est reconnu qu'en 1937 par la FFBB et le premier championnat d'Europe féminin ne fut organisé qu'en 1938. Lucienne Velu n'y participa pas et du fait de la Seconde Guerre mondiale, il fallut attendre 1946 pour revoir un match de l'Équipe de France féminine.

#### Équipe de France (sous l'égide de la FSFI)
Jeux mondiaux féminins
- Championne du monde en 1934
- Vice-championne du monde en 1930

Championnats d'Europe (dans le cadre des Jeux mondiaux féminins)
- Championne d'Europe en 1930
- Championne d'Europe en 1934

#### Linnet's Saint-Maur
- Septuple championne de France, en 1928, 1929, 1930, 1932, 1933, 1934, et 1938 (alors sous l'égide de la FFBB).

## Distinctions
- Prix féminin de l'Académie des sports en 1938[N 1],[7]
- Reçue membre de l'Académie du basket-ball français au titre de la promotion 2012[8].
- Médaille de l'Éducation physique.